# Hanno-Walter Kruft
Hanno-Walter Kruft (* 22. Juni 1938 in Düsseldorf; † 10. September 1993 in Rom) war ein deutscher Kunsthistoriker.
Hanno-Walter Kruft studierte Kunstgeschichte, Klassische Archäologie und Germanistik in Bonn und Berlin. Promoviert wurde er 1964 in Bonn; er habilitierte sich 1972 in Darmstadt, wo er an der TH Darmstadt lehrte. 1982 wechselte er an die Universität Augsburg und wirkte hier als Lehrstuhlinhaber. Er war ordentliches Mitglied der Bayerischen Akademie der Wissenschaften. Sein Hauptarbeitsgebiet war die italienische Renaissance.